# Tzununilja
Tzununilja är en ort i Mexiko.   Den ligger i kommunen Oxchuc och delstaten Chiapas, i den sydöstra delen av landet, 800 km öster om huvudstaden Mexico City. Tzununilja ligger 1 863 meter över havet och antalet invånare är 270.
Terrängen runt Tzununilja är lite bergig. Runt Tzununilja är det ganska tätbefolkat, med 75 invånare per kvadratkilometer. Närmaste större samhälle är Oxchuc, 2,5 km söder om Tzununilja. I omgivningarna runt Tzununilja växer i huvudsak städsegrön lövskog.